# Monte Montagnone
Monte Montagnone è un rilievo dell'Appennino abruzzese, nel Lazio,  nella provincia di Frosinone, nel comune di Campoli Appennino, all'interno del Parco nazionale d'Abruzzo, Lazio e Molise.